# José Paulo Serafim
José Paulo Serafim (Criciúma, 31 de março de 1958) é um político brasileiro, filiado ao Partido dos Trabalhadores (PT).
Filho de João Galdino Serafim e de Neide Pacheco Serafim.
Foi deputado à Assembleia Legislativa de Santa Catarina na 15ª legislatura (2003 — 2007).